# Nati nel 1884
| Questa pagina contiene informazioni ricavate automaticamente dalle voci biografiche con l'ausilio del template Bio e di un bot. L'aggiornamento è periodico e automatico e ricostruisce completamente la pagina. Se manca una persona in questa lista, sei pregato di non aggiungerla, ma accertati piuttosto che la sua voce biografica contenga il template Bio e che i dati anagrafici siano correttamente compilati. Se il template Bio manca, inseriscilo tu stesso o, in alternativa, metti l'avviso {{tmp\|Bio}} che ne segnala la mancanza. Se i dati riportati sono sbagliati, correggi direttamente la voce biografica; le modifiche saranno visibili in questa lista entro pochi giorni. Per chiarimenti vedi il progetto biografie. La lista contiene solo le 1.182 persone che sono citate nell'enciclopedia e per le quali è stato implementato correttamente il template Bio. Pagina aggiornata al 18 ago 2025. |

## Gennaio(108)
- 1º gennaio - Spartaco Carlini, pittore italiano († 1949)
- 1º gennaio - Alberto Cianca, giornalista e politico italiano († 1966)
- 1º gennaio - Nello Fotticchia, veterinario italiano († 1953)
- 1º gennaio - Giambattista Sangiorgio, pittore e scultore italiano († 1930)
- 2 gennaio - Paul Boulet, scrittore e esperantista francese († 1971)
- 2 gennaio - Jacques Chardonne, scrittore francese († 1968)
- 2 gennaio - Jack Greenwell, calciatore e allenatore di calcio inglese († 1942)
- 2 gennaio - Georgij Bogdanovič Jakulov, pittore e scenografo russo († 1928)
- 2 gennaio - Oscar Micheaux, regista, sceneggiatore e attore statunitense († 1951)
- 3 gennaio - Ettore Cozzani, scrittore, poeta e editore italiano († 1971)
- 3 gennaio - Angelo Delfino, imprenditore italiano († 1959)
- 3 gennaio - Romolo Quazza, storico italiano († 1961)
- 4 gennaio - Pietro Adinolfi, politico, avvocato e giornalista italiano († 1965)
- 4 gennaio - Carlo Erba, pittore italiano († 1917)
- 4 gennaio - Lea Giunchi, attrice italiana († 1938)
- 4 gennaio - Adriano Lanza, pentatleta italiano († 1975)
- 5 gennaio - Arnaud Denjoy, matematico francese († 1974)
- 5 gennaio - Giuseppe Fatini, scrittore italiano († 1963)
- 5 gennaio - Roy Gardner, criminale statunitense († 1940)
- 6 gennaio - Isaak Israilevič Brodskij, pittore sovietico († 1939)
- 6 gennaio - Henriette Charasson, scrittrice, poetessa e drammaturga francese († 1972)
- 6 gennaio - Harry Pace, imprenditore, editore musicale e avvocato statunitense († 1943)
- 7 gennaio - George Bronson Howard, commediografo, regista e giornalista statunitense († 1922)
- 7 gennaio - Arturo Giovannitti, sindacalista, attivista e poeta italiano († 1959)
- 7 gennaio - Carl Gustaf Lewenhaupt, cavaliere svedese († 1935)
- 7 gennaio - Xiao Youmei, compositore e educatore cinese († 1940)
- 8 gennaio - Robert Beale, calciatore inglese († 1950)
- 8 gennaio - Cesare Bevilacqua, imprenditore italiano († 1966)
- 8 gennaio - Angelo Cesare Bruni, anatomista italiano († 1955)
- 8 gennaio - Lajos Keresztes-Fischer, generale ungherese († 1948)
- 8 gennaio - Franc Kulovec, politico, presbitero e giornalista jugoslavo († 1941)
- 8 gennaio - Aubrey Lyles, comico, attore e commediografo statunitense († 1932)
- 8 gennaio - Kornel Makuszyński, scrittore, poeta e giornalista polacco († 1953)
- 8 gennaio - Gladys Milton Palmer, produttrice cinematografica e nobile inglese († 1952)
- 9 gennaio - Giuseppe Cortese, politico italiano († 1960)
- 9 gennaio - Vittorio Varese, militare italiano († 1915)
- 10 gennaio - Wilhelm Gustav Franz Herter, micologo e botanico tedesco († 1958)
- 10 gennaio - Mosè Ricci, politico italiano († 1952)
- 10 gennaio - Carlo Vecchiarelli, generale italiano († 1948)
- 10 gennaio - Francesco Zingales, generale italiano († 1950)
- 11 gennaio - Walter Scholl, generale tedesco († 1956)
- 11 gennaio - Dietrich Wortmann, lottatore, sollevatore e dirigente sportivo tedesco († 1952)
- 12 gennaio - Texas Guinan, attrice statunitense († 1933)
- 12 gennaio - Louis Horst, compositore e pianista statunitense († 1964)
- 12 gennaio - Paul Hunder, calciatore tedesco († 1948)
- 12 gennaio - Heinrich Lübbe, ingegnere e inventore tedesco († 1940)
- 13 gennaio - Mario D'Annunzio, politico italiano († 1964)
- 13 gennaio - Sibyl Mary Hathaway, britannica († 1974)
- 13 gennaio - Ettore Petrolini, attore, cabarettista e cantante italiano († 1936)
- 13 gennaio - Joseph Rock, esploratore, geografo e medico austriaco († 1962)
- 13 gennaio - Sophie Tucker, cantante, attrice e cabarettista statunitense († 1966)
- 14 gennaio - Tetsuzan Nagata, generale giapponese († 1935)
- 15 gennaio - Giuseppe Cesare Balbo, compositore italiano († 1976)
- 15 gennaio - Uriel Nespoli, direttore d'orchestra italiano († 1973)
- 15 gennaio - Josip Vandot, scrittore sloveno († 1944)
- 16 gennaio - Maria Barba, religiosa e mistica italiana († 1949)
- 16 gennaio - Hans Kraly, attore e sceneggiatore tedesco († 1950)
- 16 gennaio - Jakub Karol Parnas, biochimico polacco († 1949)
- 16 gennaio - Jules Supervielle, poeta e traduttore francese († 1960)
- 16 gennaio - Frederick Yates, scacchista inglese († 1932)
- 17 gennaio - Andor Gabor, scrittore ungherese († 1953)
- 17 gennaio - Luigi Guglielmo in Baviera, principe tedesco († 1968)
- 18 gennaio - Hermann Boehm, ammiraglio tedesco († 1972)
- 18 gennaio - John Eisele, mezzofondista e siepista statunitense († 1933)
- 18 gennaio - Frederick Ferguson, lottatore statunitense († 1954)
- 18 gennaio - Anton Grot, scenografo polacco († 1974)
- 19 gennaio - Georgi Kjoseivanov, politico bulgaro († 1960)
- 19 gennaio - Ivan Michajlovič Majskij, diplomatico sovietico († 1975)
- 19 gennaio - Albert Wolff, compositore e direttore d'orchestra francese († 1970)
- 20 gennaio - Carlyle Blackwell, attore, regista e sceneggiatore statunitense († 1955)
- 20 gennaio - Abraham Merritt, giornalista e scrittore statunitense († 1943)
- 20 gennaio - John Joseph Mitty, arcivescovo cattolico statunitense († 1961)
- 20 gennaio - Bob Spottiswood, calciatore e allenatore di calcio inglese († 1966)
- 22 gennaio - Fritz Dettelmaier, calciatore austriaco († 1913)
- 22 gennaio - Fred Fox, regista e attore britannico († 1949)
- 23 gennaio - Herbert Hirth, calciatore tedesco († 1976)
- 23 gennaio - Axel Otto Normann, giornalista e direttore teatrale norvegese († 1962)
- 23 gennaio - Richard Verderber, schermidore austriaco († 1955)
- 24 gennaio - Simpson Foulis, golfista statunitense († 1951)
- 24 gennaio - Ivan Regent, rivoluzionario, politico e giornalista jugoslavo († 1967)
- 24 gennaio - Saverio Ritter, arcivescovo cattolico italiano († 1951)
- 25 gennaio - Montagu Christie Butler, musicista e esperantista britannico († 1970)
- 25 gennaio - Giovanni Cuniolo, ciclista su strada italiano († 1955)
- 25 gennaio - Albert Dupont, ciclista su strada belga
- 26 gennaio - Roy Chapman Andrews, zoologo e esploratore statunitense († 1960)
- 26 gennaio - Alberto Castellani, linguista italiano († 1932)
- 26 gennaio - Walter Meanwell, allenatore di pallacanestro inglese († 1953)
- 26 gennaio - Edward Sapir, linguista, etnologo e antropologo statunitense († 1939)
- 27 gennaio - Francesco Cangiullo, scrittore, poeta e pittore italiano († 1977)
- 27 gennaio - Reinhold Hanisch, pittore cecoslovacco († 1937)
- 27 gennaio - József Nagy, mezzofondista e velocista ungherese († 1952)
- 28 gennaio - René-Léon Bourret, geologo e zoologo francese († 1957)
- 28 gennaio - Auguste Piccard, fisico e esploratore svizzero († 1962)
- 28 gennaio - Jean-Felix Piccard, chimico, ingegnere e esploratore svizzero († 1963)
- 28 gennaio - Giuseppe Sinigaglia, canottiere e militare italiano († 1916)
- 29 gennaio - Doug Cadwallader, golfista statunitense († 1971)
- 29 gennaio - John Schommer, cestista, giocatore di football americano e giocatore di baseball statunitense († 1960)
- 30 gennaio - Richard Duckett, giocatore di lacrosse canadese († 1972)
- 30 gennaio - Angelo Gardellin, ciclista su strada, pistard e scrittore italiano († 1963)
- 30 gennaio - Percy Heath, sceneggiatore, commediografo e giornalista statunitense († 1933)
- 30 gennaio - Luigi Nuvoloni, generale italiano († 1957)
- 30 gennaio - Salvatore Pollicino, tenore italiano († 1961)
- 30 gennaio - Pedro Pablo Ramírez, generale e politico argentino († 1962)
- 31 gennaio - Theodor Heuss, politico, giornalista e pubblicista tedesco († 1963)
- 31 gennaio - Nathaniel Moore, golfista statunitense († 1910)
- 31 gennaio - Jindřich Rezek, calciatore boemo († 1940)
- 31 gennaio - Məhəmməd Rəsulzadə, politico azero († 1955)
- 31 gennaio - Giambattista Scarpari, architetto e ingegnere italiano († 1962)

## Febbraio(99)
- 1º febbraio - Luigi Azzini, ciclista su strada italiano († 1937)
- 1º febbraio - Luigi Malvezzi, militare e ingegnere italiano († 1943)
- 1º febbraio - Hans Weymar, calciatore tedesco († 1959)
- 1º febbraio - Evgenij Ivanovič Zamjatin, scrittore e critico letterario russo († 1937)
- 2 febbraio - Emanuel Benda, calciatore boemo
- 2 febbraio - Ernesto de' Conno, chimico italiano († 1949)
- 2 febbraio - Julius Deutsch, politico e pubblicista austriaco († 1968)
- 2 febbraio - Józef Turczyński, pianista, docente e musicologo polacco († 1953)
- 2 febbraio - Guy de Luget, schermidore francese († 1961)
- 3 febbraio - Vasilij Ivanovič Agapkin, compositore e direttore d'orchestra sovietico († 1964)
- 3 febbraio - Frank Maxwell Andrews, aviatore e generale statunitense († 1943)
- 4 febbraio - Veljko Petrović, poeta e scrittore serbo († 1967)
- 4 febbraio - Giovan Battista Raja, avvocato e politico italiano († 1957)
- 4 febbraio - Alessandro Trerè, calciatore italiano († 1924)
- 5 febbraio - Mečislovas Reinys, arcivescovo cattolico, politico e psicologo lituano († 1953)
- 6 febbraio - Rudolf Buchfelder, pallanuotista austriaco († 1967)
- 6 febbraio - Jerzy Leszczyński, attore polacco († 1959)
- 7 febbraio - Angelo Invernizzi, ingegnere italiano († 1958)
- 7 febbraio - Achille Liénart, cardinale e vescovo cattolico francese († 1973)
- 7 febbraio - Marinus van Rekum, tiratore di fune olandese († 1955)
- 7 febbraio - Jan Starý, calciatore boemo († 1959)
- 8 febbraio - Snowy Baker, pugile e attore australiano († 1953)
- 8 febbraio - Albert Debrunner, linguista svizzero († 1958)
- 8 febbraio - Robert Taylor Jones, politico statunitense († 1958)
- 8 febbraio - Burt Mustin, attore statunitense († 1977)
- 9 febbraio - Conrad Carlsrud, ginnasta norvegese († 1973)
- 9 febbraio - Josep Carner, poeta spagnolo († 1970)
- 9 febbraio - Geerten Gossaert, scrittore olandese († 1958)
- 9 febbraio - Naile Sultan, principessa ottomana († 1957)
- 9 febbraio - Josafat Šiškov, presbitero bulgaro († 1952)
- 10 febbraio - Billy Evans, dirigente sportivo e arbitro di baseball statunitense († 1956)
- 11 febbraio - Robyn Adair, attore statunitense († 1965)
- 11 febbraio - Joe Brown, attore statunitense († 1965)
- 11 febbraio - Otto Hantschick, calciatore tedesco († 1960)
- 11 febbraio - Andrés Martínez Trueba, chimico e politico uruguaiano († 1959)
- 11 febbraio - Giulio Pasquali, violista italiano († 1965)
- 11 febbraio - Armando Pescatori, generale italiano († 1957)
- 11 febbraio - Amelie Posse, scrittrice, giornalista e pianista svedese († 1957)
- 11 febbraio - Aldo Vecchini, avvocato, militare e politico italiano († 1946)
- 11 febbraio - Gustav Anton von Wietersheim, generale tedesco († 1974)
- 12 febbraio - Max Beckmann, pittore tedesco († 1950)
- 12 febbraio - Otilia Cazimir, poetessa e scrittrice rumena († 1967)
- 12 febbraio - Johan Laidoner, generale estone († 1953)
- 12 febbraio - Ivan Möller, velocista, ostacolista e altista svedese († 1972)
- 12 febbraio - Natalija Polons'ka-Vasylenko, storica e scrittrice ucraina († 1973)
- 12 febbraio - Alice Roosevelt Longworth, scrittrice e socialite statunitense († 1980)
- 12 febbraio - Oddone Tomasi, pittore e incisore italiano († 1929)
- 12 febbraio - Marie Vassilieff, pittrice e scultrice russa († 1957)
- 13 febbraio - Alfred Carlton Gilbert, astista statunitense († 1961)
- 14 febbraio - Luca Albino, pittore italiano († 1952)
- 14 febbraio - Cesare Spellanzon, giornalista e storico italiano († 1957)
- 14 febbraio - Manlio Trucco, ceramista e pittore italiano († 1974)
- 14 febbraio - Grace Valentine, attrice statunitense († 1964)
- 14 febbraio - Kostas Varnalis, poeta e scrittore greco († 1974)
- 14 febbraio - Giovanni Zappa, astronomo italiano († 1923)
- 15 febbraio - Carlo Celada, ginnasta italiano († 1957)
- 16 febbraio - Robert J. Flaherty, regista statunitense († 1951)
- 17 febbraio - Reinier Beeuwkes, calciatore olandese († 1963)
- 17 febbraio - Massimo Lenchantin de Gubernatis, latinista e metricista italiano († 1950)
- 17 febbraio - Emilio Mantelli, pittore e incisore italiano († 1918)
- 17 febbraio - Salomon Zeldenrust, schermidore olandese († 1958)
- 19 febbraio - Tobias Dantzig, matematico lettone († 1956)
- 19 febbraio - John King Davis, navigatore e esploratore britannico († 1967)
- 19 febbraio - Ernest Glendinning, attore inglese († 1936)
- 19 febbraio - Rosa Porten, attrice, sceneggiatrice e regista tedesca († 1972)
- 19 febbraio - Maciej Rataj, politico polacco († 1940)
- 20 febbraio - Pietro Abbo, politico e partigiano italiano († 1974)
- 20 febbraio - Gino Baldo, fumettista e illustratore italiano († 1961)
- 21 febbraio - Eugenio Cirese, poeta e saggista italiano († 1955)
- 21 febbraio - Ole Iversen, ginnasta norvegese († 1953)
- 22 febbraio - Kalle Aalto, politico finlandese († 1950)
- 22 febbraio - Abe Attell, pugile statunitense († 1970)
- 22 febbraio - York Bowen, compositore inglese († 1961)
- 22 febbraio - Lew Cody, attore statunitense († 1934)
- 22 febbraio - Giovanni Pietro Ferrari, scultore italiano († 1970)
- 22 febbraio - Tamaki Miura, soprano giapponese († 1946)
- 23 febbraio - Kazimierz Funk, chimico polacco († 1967)
- 24 febbraio - Alexander Bustamante, sindacalista e politico giamaicano († 1977)
- 24 febbraio - William Theodore Heard, cardinale britannico († 1973)
- 24 febbraio - Kenneth Hunt, calciatore inglese († 1949)
- 25 febbraio - Else Feldmann, giornalista, scrittrice e drammaturga austriaca († 1942)
- 26 febbraio - Alberto Batori, scacchista e compositore di scacchi italiano († 1923)
- 26 febbraio - Harry Benham, attore statunitense († 1969)
- 26 febbraio - Francesco Borgongini Duca, cardinale e arcivescovo cattolico italiano († 1954)
- 26 febbraio - Michele De Pietro, politico e avvocato italiano († 1967)
- 26 febbraio - Ernesto García, politico messicano († 1955)
- 26 febbraio - Gavino Pizzolato, generale italiano († 1943)
- 26 febbraio - John Cyril Porte, pioniere dell'aviazione e ufficiale britannico († 1919)
- 26 febbraio - Massimo Rocca, giornalista e politico italiano († 1973)
- 26 febbraio - Emil Rothe, ginnasta e multiplista statunitense († 1966)
- 27 febbraio - Alexandre Arnoux, poeta, drammaturgo e saggista francese († 1973)
- 27 febbraio - Franziskus von Streng, vescovo cattolico e teologo svizzero († 1970)
- 28 febbraio - Ants Piip, politico, avvocato e diplomatico estone († 1942)
- 28 febbraio - Jože Srebrnic, politico e antifascista sloveno († 1944)
- 29 febbraio - Chester Barnett, attore statunitense († 1947)
- 29 febbraio - Fred Grace, pugile britannico († 1964)
- 29 febbraio - Marcel Granet, sociologo, storico delle religioni e sinologo francese († 1940)
- 29 febbraio - Riccardo Pentimalli, generale italiano († 1953)
- 29 febbraio - Albino Ottavio Stella, politico italiano († 1960)

## Marzo(95)
- 1º marzo - Giovanni Capodivacca, giornalista, commediografo e critico teatrale italiano († 1934)
- 1º marzo - Erich Cohn, scacchista tedesco († 1918)
- 1º marzo - José Giralt, calciatore cubano († 1960)
- 1º marzo - Eugenie Goldstern, etnologa austriaca († 1942)
- 2 marzo - Ivan Dérer, politico, avvocato e saggista slovacco († 1973)
- 2 marzo - Léon Jongen, compositore, organista e direttore d'orchestra belga († 1969)
- 2 marzo - John Laichinger, ginnasta e multiplista statunitense († 1933)
- 3 marzo - Michael Rohde, calciatore danese († 1979)
- 4 marzo - Maria Barrientos, cantante spagnola († 1946)
- 4 marzo - William Isaacs, pistard britannico († 1955)
- 6 marzo - Molla Mallory, tennista norvegese († 1959)
- 7 marzo - Frank Buck, attore, regista e scrittore statunitense († 1950)
- 7 marzo - Tommaso Fiore, scrittore e politico italiano († 1973)
- 7 marzo - Italo Foschi, politico e dirigente sportivo italiano († 1949)
- 7 marzo - Gaetano Orsolini, scultore, incisore e medaglista italiano († 1954)
- 7 marzo - Alberto Pirovano, genetista e agronomo italiano († 1973)
- 8 marzo - Archimede Campini, scultore italiano († 1950)
- 8 marzo - Harvey Thomas Dunn, pittore statunitense († 1952)
- 8 marzo - Eduard Engel, calciatore austriaco († 1939)
- 8 marzo - Karl Engel, calciatore austriaco
- 8 marzo - Richard Kroner, filosofo tedesco († 1974)
- 8 marzo - Georg Lindemann, generale tedesco († 1963)
- 9 marzo - Giacomo Cireni, circense italiano († 1956)
- 9 marzo - Carl Holmberg, ginnasta svedese († 1909)
- 9 marzo - Ralph Morgan, dirigente sportivo statunitense († 1965)
- 10 marzo - Stuart Holmes, attore statunitense († 1971)
- 10 marzo - Muhammad Mian Mansoor Ansari, filosofo e attivista indiano († 1946)
- 11 marzo - Sheridan Downey, avvocato e politico statunitense († 1961)
- 11 marzo - Mario Falco, giurista italiano († 1943)
- 12 marzo - Gustav Friedrich Hartlaub, storico dell'arte tedesco († 1963)
- 12 marzo - Nikolaj Petrovič Ottokar, storico russo († 1957)
- 13 marzo - Antonio Fuortes, ingegnere e letterato italiano († 1958)
- 13 marzo - Leonid Kreutzer, pianista tedesco († 1953)
- 13 marzo - Oskar Loerke, poeta e scrittore tedesco († 1941)
- 13 marzo - Giuseppe Marchetti Longhi, archeologo italiano († 1979)
- 13 marzo - Hugh Walpole, scrittore britannico († 1941)
- 14 marzo - Harald Hansen, calciatore danese († 1927)
- 14 marzo - Antonio Muñoz, storico dell'arte e architetto italiano († 1960)
- 14 marzo - Max Zweifach, criminale statunitense († 1908)
- 15 marzo - Leslie Knighton, allenatore di calcio inglese († 1959)
- 15 marzo - Angelos Sikelianos, poeta greco († 1951)
- 16 marzo - Aleksandr Romanovič Beljaev, scrittore russo († 1942)
- 16 marzo - Harrison Ford, attore statunitense († 1957)
- 17 marzo - Michele De Marco, poeta, commediografo e giornalista italiano († 1954)
- 17 marzo - Rockliffe Fellowes, attore canadese († 1950)
- 17 marzo - José Patricio Guggiari, politico paraguaiano († 1957)
- 17 marzo - Frank Hamer, statunitense († 1955)
- 17 marzo - John P. McCarthy, regista, sceneggiatore e attore statunitense († 1962)
- 17 marzo - Alcide Nunez, clarinettista statunitense († 1934)
- 17 marzo - Stanley Rossiter Benedict, chimico e biochimico statunitense († 1936)
- 17 marzo - Giuseppe Sapienza, avvocato, sindacalista e politico italiano († 1949)
- 18 marzo - Ralph Kirby, allenatore di calcio inglese († 1946)
- 18 marzo - Johanna Terwin, attrice tedesca († 1962)
- 19 marzo - Mario Bettinotti, politico e giornalista italiano († 1967)
- 19 marzo - Francesco Fancello, politico e scrittore italiano († 1970)
- 20 marzo - Louis Chaudet, regista e sceneggiatore statunitense († 1965)
- 20 marzo - Giuseppe Ciabattini, attore, regista e scrittore italiano († 1962)
- 20 marzo - Philipp Frank, fisico, matematico e filosofo austriaco († 1966)
- 20 marzo - Eugen Herrigel, filosofo tedesco († 1955)
- 21 marzo - Nora Barnacle, irlandese († 1951)
- 21 marzo - George David Birkhoff, matematico statunitense († 1944)
- 23 marzo - Florence E. Allen, giudice statunitense († 1966)
- 23 marzo - Joseph Boxhall, marittimo britannico († 1967)
- 23 marzo - Serafino Speranza, avvocato e politico italiano († 1975)
- 23 marzo - Iemasa Tokugawa, politico giapponese († 1963)
- 24 marzo - Charles E. Bowles, politico statunitense († 1957)
- 24 marzo - Ludvig Dam, nuotatore danese († 1972)
- 24 marzo - Peter Debye, chimico, fisico e cristallografo olandese († 1966)
- 24 marzo - Chika Kuroda, chimica giapponese († 1968)
- 24 marzo - Eugène Tisserant, cardinale, arcivescovo cattolico e orientalista francese († 1972)
- 24 marzo - Paul Trendelenburg, farmacologo tedesco († 1931)
- 26 marzo - Wilhelm Backhaus, pianista tedesco († 1969)
- 26 marzo - Marie Empress, attrice britannica († 1919)
- 26 marzo - Isaac Kidd, ammiraglio statunitense († 1941)
- 26 marzo - Paul Legentilhomme, generale francese († 1975)
- 27 marzo - James Cruze, regista, attore e produttore cinematografico statunitense († 1942)
- 27 marzo - Pio Giardina, vescovo cattolico italiano († 1953)
- 27 marzo - Moritz Jahn, scrittore e poeta tedesco († 1979)
- 27 marzo - Camillo Puglisi Allegra, architetto e ingegnere italiano († 1961)
- 27 marzo - Gordon Thomson, canottiere britannico († 1953)
- 28 marzo - Fritz Heckert, rivoluzionario e politico tedesco († 1936)
- 28 marzo - Carl Wilhelm Petersén, giocatore di curling svedese († 1973)
- 29 marzo - Ed Archibald, astista canadese († 1965)
- 29 marzo - Pierre Dumont, pittore francese († 1936)
- 30 marzo - Billy Bradshaw, calciatore e allenatore di calcio inglese († 1955)
- 30 marzo - Alec Craig, attore inglese († 1945)
- 30 marzo - Francesco Ercole, storico e politico italiano († 1945)
- 30 marzo - Jean Hervé, rugbista a 15 e attore francese († 1966)
- 31 marzo - Niculae Abramescu, matematico rumeno († 1947)
- 31 marzo - Axel Ljung, ginnasta, lunghista e velocista svedese († 1938)
- 31 marzo - Adriaan van Maanen, astronomo olandese († 1946)
- 31 marzo - Marie Novello, pianista gallese († 1928)
- 31 marzo - Tina Pica, attrice italiana († 1968)
- 31 marzo - Henri Queuille, politico francese († 1970)
- 31 marzo - Pirro Scavizzi, presbitero italiano († 1964)

## Aprile(78)
- 1º aprile - Agrippino Manteo, cantastorie italiano († 1947)
- 1º aprile - Laurette Taylor, attrice statunitense († 1946)
- 2 aprile - Gösta Adrian-Nilsson, pittore svedese († 1965)
- 2 aprile - Paul Duboc, ciclista su strada francese († 1941)
- 2 aprile - Mario Girardon, giornalista, scrittore e editore italiano
- 2 aprile - Pietro Marincola, direttore di banda e compositore italiano († 1972)
- 3 aprile - Rikichi Andō, generale giapponese († 1946)
- 3 aprile - Gustave Bauer, lottatore statunitense († 1947)
- 3 aprile - Federico Marconcini, politico e economista italiano († 1974)
- 3 aprile - Paolo Principi, geologo e paleontologo italiano († 1963)
- 4 aprile - Giacomo Alberione, presbitero e editore italiano († 1971)
- 4 aprile - Andrej Sergeevič Bubnov, politico e militare sovietico († 1938)
- 4 aprile - Thomas MacRobert, matematico scozzese († 1962)
- 4 aprile - Giorgio Treves de' Bonfili, calciatore, allenatore di calcio e dirigente sportivo italiano († 1964)
- 4 aprile - Isoroku Yamamoto, ammiraglio giapponese († 1943)
- 6 aprile - Lars Christensen, armatore e filantropo norvegese († 1964)
- 6 aprile - Hugh William Grosvenor, nobile e ufficiale inglese († 1914)
- 6 aprile - Walter Huston, attore canadese († 1950)
- 7 aprile - Giovanni Acanfora, banchiere italiano († 1976)
- 7 aprile - Charles Harold Dodd, pastore protestante britannico († 1973)
- 7 aprile - Bronisław Malinowski, antropologo e sociologo polacco († 1942)
- 7 aprile - Clement Smoot, golfista statunitense († 1963)
- 7 aprile - Lilly Steiner, pittrice e incisore austriaca († 1962)
- 8 aprile - Marie Hall, violinista inglese († 1956)
- 9 aprile - Peter Villemoes Andersen, ginnasta danese († 1956)
- 9 aprile - Kuno-Hans von Both, generale tedesco († 1955)
- 9 aprile - Fernando Nizza, calciatore e dirigente sportivo italiano († 1945)
- 9 aprile - Otakar Vindyš, hockeista su ghiaccio ceco († 1949)
- 9 aprile - Franco Vittadini, compositore e direttore d'orchestra italiano († 1948)
- 9 aprile - Ramón de Cárdenas, avvocato spagnolo († 1943)
- 10 aprile - Lidio Ajmone, pittore italiano († 1945)
- 11 aprile - Piero Jahier, scrittore, poeta e traduttore italiano († 1966)
- 11 aprile - Paul Voyeux, calciatore francese († 1967)
- 12 aprile - Russardo Capocchi, sindacalista, politico e antifascista italiano
- 12 aprile - Otto Fritz Meyerhof, medico e biochimico tedesco († 1951)
- 12 aprile - William Russell, attore, regista e sceneggiatore statunitense († 1929)
- 13 aprile - Anders Österling, poeta svedese († 1981)
- 13 aprile - Fratelli Romani, militare italiano († 1917)
- 14 aprile - Shinji Sogō, dirigente d'azienda giapponese († 1981)
- 14 aprile - Dīmitrios Tofalos, sollevatore greco († 1966)
- 16 aprile - Axel Norling, ginnasta, tuffatore e tiratore di fune svedese († 1964)
- 16 aprile - Valaya Alongkorn del Siam, principessa thailandese († 1938)
- 17 aprile - Fay Tincher, attrice statunitense († 1983)
- 18 aprile - Michel Fingesten, pittore e incisore ceco († 1943)
- 18 aprile - Gordon Hoare, calciatore inglese († 1973)
- 18 aprile - Teresa Łubieńska, partigiana polacca († 1957)
- 19 aprile - Maria Madalena de Martel Patrício, scrittrice e poetessa portoghese († 1947)
- 20 aprile - Beatrice di Sassonia-Coburgo-Gotha, principessa inglese († 1966)
- 20 aprile - Adriano Giovannetti, giornalista, regista e sceneggiatore italiano († 1958)
- 20 aprile - Oliver Kirk, pugile statunitense († 1960)
- 20 aprile - Daniel Varujan, poeta armeno († 1915)
- 21 aprile - Mario Piacenza, alpinista, etnologo e esploratore italiano († 1957)
- 21 aprile - Policarpo Scagliarini, presbitero italiano († 1946)
- 21 aprile - Igino Maria Serci Vaquer, vescovo cattolico italiano († 1938)
- 21 aprile - Ferdinando di Savoia-Genova, ammiraglio italiano († 1963)
- 22 aprile - Carl Clewing, cantante, attore e insegnante tedesco († 1954)
- 22 aprile - Auguste Gaspais, vescovo cattolico e missionario francese († 1952)
- 22 aprile - Armas Launis, compositore, etnomusicologo e giornalista finlandese († 1959)
- 22 aprile - Otto Rank, filosofo e psicoanalista austriaco († 1939)
- 22 aprile - Carlo Vittorio Varetti, ingegnere, storico della scienza e dirigente sportivo italiano († 1963)
- 23 aprile - Aimé Fritz, pistard statunitense († 1950)
- 23 aprile - Jusztinián Serédi, cardinale e arcivescovo cattolico ungherese († 1945)
- 24 aprile - Otto Froitzheim, tennista tedesco († 1962)
- 24 aprile - Herman Lipót, pittore ungherese († 1972)
- 24 aprile - Alfred Lombard, pittore francese († 1973)
- 25 aprile - Jean-Baptiste Dortignacq, ciclista su strada francese († 1928)
- 25 aprile - Eugenio Gualdi, imprenditore e dirigente sportivo italiano († 1973)
- 25 aprile - John Henry Lloyd, giocatore di baseball statunitense († 1964)
- 25 aprile - František Rosmaisl, calciatore boemo († 1945)
- 26 aprile - Vadym Meller, pittore e scenografo ucraino († 1962)
- 26 aprile - Attilio Torresini, scultore italiano († 1961)
- 27 aprile - Adolfo Salminci, politico e avvocato italiano († 1971)
- 27 aprile - Arthur Wieferich, matematico tedesco († 1954)
- 28 aprile - William Garwood, attore e regista statunitense († 1950)
- 28 aprile - Robert Newhard, direttore della fotografia statunitense († 1945)
- 29 aprile - Jaime Cortesão, scrittore, politico e storico portoghese († 1960)
- 30 aprile - Arthur Erich Haas, fisico austriaco († 1941)
- 30 aprile - Marcel Mennesson, ingegnere e inventore francese († 1976)

## Maggio(84)
- 1º maggio - Orazio Amato, pittore e politico italiano († 1952)
- 1º maggio - Siegfried Aufhäuser, politico e sindacalista tedesco († 1969)
- 1º maggio - Josef Waitzer, discobolo, giavellottista e multiplista tedesco († 1966)
- 3 maggio - Walter DeLeon, sceneggiatore statunitense († 1947)
- 3 maggio - Willie Reid, allenatore di calcio e calciatore scozzese († 1966)
- 3 maggio - Cecil Street, scrittore britannico († 1964)
- 4 maggio - Mario Alberti, economista e banchiere italiano († 1939)
- 4 maggio - Giannino Castiglioni, scultore, pittore e medaglista italiano († 1971)
- 4 maggio - Frits Lugt, collezionista d'arte e storico dell'arte olandese († 1970)
- 4 maggio - Agnes Morgan, chimica statunitense († 1968)
- 4 maggio - David Thompson, attore statunitense († 1957)
- 5 maggio - Ivan Nikolaevič Abramov, micologo e agronomo sovietico († 1953)
- 5 maggio - Chief Bender, giocatore di baseball statunitense († 1954)
- 5 maggio - Carles Cardó, presbitero, scrittore e poeta spagnolo († 1958)
- 5 maggio - E. A. Mario, paroliere e poeta italiano († 1961)
- 5 maggio - Alice Milliat, nuotatrice, canoista e dirigente sportiva francese († 1957)
- 5 maggio - Carl Osburn, tiratore a segno e ufficiale statunitense († 1966)
- 5 maggio - Cecil Pinsent, architetto del paesaggio inglese († 1963)
- 6 maggio - Ernesto Dalla Libera, presbitero italiano († 1980)
- 6 maggio - John Hoben, canottiere statunitense († 1915)
- 6 maggio - Ettore Messana, agente di polizia e questore italiano († 1962)
- 6 maggio - Edmondo Rossoni, sindacalista, giornalista e politico italiano († 1965)
- 7 maggio - Vincenzo Arangio-Ruiz, giurista e politico italiano († 1964)
- 7 maggio - Adolfo Porcellini, politico italiano († 1973)
- 8 maggio - Santiago Casares Quiroga, politico spagnolo († 1950)
- 8 maggio - Carlo Ostrogovich, pittore italiano († 1962)
- 8 maggio - Harry S. Truman, politico e militare statunitense († 1972)
- 9 maggio - Vincenzo Borgarello, ciclista su strada italiano († 1969)
- 9 maggio - Ugo Enrico Paoli, filologo classico e latinista italiano († 1963)
- 9 maggio - Valdemar Psilander, attore cinematografico danese († 1917)
- 9 maggio - Achille Urbain, biologo francese († 1957)
- 10 maggio - Ada Cristina Almirante, attrice italiana († 1957)
- 10 maggio - Ferdinando di Baviera, nobile († 1958)
- 10 maggio - Olga Petrova, attrice, commediografa e sceneggiatrice inglese († 1977)
- 10 maggio - Raul Proença, filosofo, giornalista e scrittore portoghese († 1941)
- 11 maggio - Alma Gluck, soprano rumeno († 1938)
- 11 maggio - Josef Linzmayer, calciatore austriaco († 1931)
- 11 maggio - Otto von Rosen, tiratore a segno svedese († 1963)
- 12 maggio - Mihovil Abramić, archeologo croato († 1962)
- 12 maggio - Tullio Benedetti, giornalista e politico italiano († 1973)
- 12 maggio - Fortunato Longo, scultore italiano († 1957)
- 13 maggio - Raffaele Cosentino, regista, commediografo e sceneggiatore italiano († 1957)
- 14 maggio - Claude Dornier, ingegnere aeronautico tedesco († 1969)
- 14 maggio - Antonín Vosátka, calciatore boemo († 1958)
- 15 maggio - Giuseppe Caronia, politico e pediatra italiano († 1977)
- 15 maggio - Joseph Dréher, mezzofondista francese († 1941)
- 15 maggio - Gösta Lilliehöök, pentatleta svedese († 1974)
- 15 maggio - Yasuji Okamura, generale giapponese († 1966)
- 15 maggio - Max Taut, architetto tedesco († 1967)
- 16 maggio - Ferdinand von Bredow, generale tedesco († 1934)
- 16 maggio - José Buruca, calciatore argentino († 1957)
- 16 maggio - Oberdan Vigna, politico italiano († 1966)
- 17 maggio - Richard Brademann, architetto tedesco († 1965)
- 17 maggio - Sam McVey, pugile statunitense († 1921)
- 17 maggio - Sidney Preston Osborn, politico statunitense († 1948)
- 18 maggio - Silvano Baresi, architetto italiano († 1958)
- 18 maggio - Felix Hüttl, calciatore austriaco († 1961)
- 19 maggio - Georgij L'vovič Brusilov, navigatore e esploratore russo († 1914)
- 19 maggio - David Munson, mezzofondista e siepista statunitense († 1953)
- 19 maggio - Frithiof Mårtensson, lottatore svedese († 1956)
- 20 maggio - Isidoro Azzario, politico e sindacalista italiano
- 20 maggio - Giovanni Battista Lacchini, astronomo italiano († 1967)
- 20 maggio - Leon Schlesinger, produttore cinematografico e animatore statunitense († 1949)
- 21 maggio - Marthe Beraud, sensitiva francese
- 22 maggio - Alceo Toni, compositore e musicologo italiano († 1969)
- 23 maggio - Corrado Gini, statistico, economista e sociologo italiano († 1965)
- 23 maggio - Jimmy Turnbull, calciatore scozzese
- 24 maggio - Pontus Hanson, pallanuotista e nuotatore svedese († 1962)
- 24 maggio - Clark Hull, psicologo statunitense († 1952)
- 25 maggio - Norman Dawn, effettista e regista cinematografico statunitense († 1975)
- 25 maggio - Walter Duranty, giornalista britannico († 1957)
- 25 maggio - Emilio Perea, tenore italiano († 1946)
- 26 maggio - Félix Goblet d'Alviella, schermidore belga († 1957)
- 26 maggio - Charles Winninger, attore statunitense († 1969)
- 27 maggio - Max Brod, giornalista, scrittore e compositore austro-ungarico († 1968)
- 28 maggio - Edvard Beneš, politico cecoslovacco († 1948)
- 28 maggio - Constantin Iotzu, architetto romeno († 1962)
- 29 maggio - Romolo Romani, pittore italiano († 1916)
- 30 maggio - Luigi Cunsolo, scrittore, poeta e traduttore italiano († 1979)
- 30 maggio - Benvenuto Griziotti, economista italiano († 1956)
- 30 maggio - Alberto Masprone, discobolo, allenatore di calcio e militare italiano († 1964)
- 31 maggio - Frank Bradshaw, calciatore inglese († 1962)
- 31 maggio - Drastamat Kanayan, politico e militare armeno († 1956)
- 31 maggio - Harold Miller, attore statunitense († 1972)

## Giugno(114)
- 1º giugno - Georges Aubé, aviatore e generale francese († 1971)
- 1º giugno - Adolfo Barberis, presbitero italiano († 1967)
- 1º giugno - Marcel Fabre, attore, regista e sceneggiatore spagnolo († 1929)
- 1º giugno - Eduard Helly, matematico austriaco († 1943)
- 2 giugno - Giancarlo Castelbarco, militare italiano († 1917)
- 2 giugno - Mia May, attrice e cantante austriaca († 1980)
- 2 giugno - Ferdinando Minoia, pilota automobilistico italiano († 1940)
- 2 giugno - James Shepherd, tiratore di fune britannico († 1954)
- 3 giugno - Pasquale Avallone, pittore e scultore italiano († 1965)
- 4 giugno - Carlos Chiacchio, giornalista, scrittore e medico brasiliano († 1947)
- 4 giugno - Carlo Galeffi, baritono italiano († 1961)
- 4 giugno - Krishna Raja Wadiyar IV, principe indiano († 1940)
- 4 giugno - Francesco Mignone, militare italiano († 1918)
- 4 giugno - Pёtr Starkovskij, attore russo († 1964)
- 4 giugno - Matteo Tosi, compositore e direttore di coro italiano († 1959)
- 4 giugno - Richard Tucker, attore statunitense († 1942)
- 5 giugno - Ralph Benatzky, compositore austriaco († 1957)
- 5 giugno - Ivy Compton-Burnett, scrittrice britannica († 1969)
- 5 giugno - John Paul Edwards, fotografo statunitense († 1968)
- 5 giugno - Bernhard Goetzke, attore tedesco († 1964)
- 5 giugno - Frederick Lorz, maratoneta statunitense († 1914)
- 6 giugno - Hansína Regína Björnsdóttir, fotografa islandese († 1973)
- 6 giugno - Rafael Bolívar Coronado, giornalista e poeta venezuelano († 1924)
- 6 giugno - Antonio Greco, attore italiano († 1913)
- 6 giugno - Bruno Parisi, zoologo italiano († 1957)
- 6 giugno - Cesare Pettorelli Lalatta Finzi, generale e agente segreto italiano († 1969)
- 6 giugno - Gino Rossi, pittore italiano († 1947)
- 6 giugno - Tim Williamson, calciatore inglese († 1943)
- 7 giugno - Sándor Bródy, calciatore ungherese († 1944)
- 7 giugno - Ali bin Hamud di Zanzibar, sultano tanzaniano († 1918)
- 7 giugno - Ladislav Prokeš, scacchista e compositore di scacchi cecoslovacco († 1966)
- 7 giugno - Ruggiero Torelli, matematico italiano († 1915)
- 8 giugno - Lajos Petri, scultore ungherese († 1963)
- 9 giugno - Sebastiano Arturo Luciani, compositore, musicologo e critico cinematografico italiano († 1950)
- 9 giugno - Umberto Pistoia, politico italiano († 1960)
- 9 giugno - Nino Salvatore Villa Santa, generale italiano († 1960)
- 10 giugno - A. Roland Fields, scenografo statunitense
- 10 giugno - Adalbert Friedrich, calciatore tedesco († 1962)
- 10 giugno - Walter George Raymond Hinchliffe, militare e aviatore britannico († 1928)
- 10 giugno - Danny Kaden, regista, attore e sceneggiatore polacco († 1942)
- 10 giugno - Fernand Massip, calciatore francese († 1958)
- 11 giugno - Vittorina Benvenuti, attrice italiana († 1965)
- 11 giugno - Halide Edib Adıvar, scrittrice e oratrice turca († 1964)
- 11 giugno - Geoffrey Scott, storico dell'architettura e poeta inglese († 1929)
- 11 giugno - Ruggero Tracchia, generale italiano († 1955)
- 12 giugno - William Austin, attore britannico († 1975)
- 12 giugno - William Campbell, regista e sceneggiatore statunitense († 1972)
- 13 giugno - Dobri Božilov, politico bulgaro († 1945)
- 13 giugno - Jean Brusselmans, pittore belga († 1954)
- 13 giugno - Burrill Bernard Crohn, medico statunitense († 1983)
- 13 giugno - Anton Drexler, politico tedesco († 1942)
- 13 giugno - John Flügel, psicologo e psicoanalista britannico († 1955)
- 13 giugno - Gerald Gardner, scrittore, saggista e esoterista britannico († 1964)
- 13 giugno - Étienne Gilson, filosofo e storico della filosofia francese († 1978)
- 13 giugno - Pietro Sassoli, compositore e direttore d'orchestra italiano († 1946)
- 14 giugno - René Eucher, calciatore francese († 1940)
- 14 giugno - John McCormack, tenore irlandese († 1945)
- 14 giugno - Ruth Stout, scrittrice statunitense († 1980)
- 14 giugno - Georg Zacharias, nuotatore tedesco († 1953)
- 15 giugno - Carlo Ardizzoni, avvocato, politico e editore italiano († 1945)
- 15 giugno - Timo Bortolotti, scultore italiano († 1954)
- 15 giugno - Rodney Heath, tennista australiano († 1936)
- 15 giugno - Harry Langdon, attore, regista e produttore cinematografico statunitense († 1944)
- 16 giugno - Alessandro Marchetti, ingegnere aeronautico italiano († 1966)
- 17 giugno - Roberto Almagià, geografo italiano († 1962)
- 17 giugno - George Owen Wynne Apperley, pittore britannico († 1960)
- 17 giugno - Guglielmo di Svezia, principe svedese († 1965)
- 18 giugno - Édouard Daladier, politico francese († 1970)
- 18 giugno - Karl Pink, numismatico austriaco († 1965)
- 19 giugno - Georges Ribemont-Dessaignes, scrittore e pittore francese († 1974)
- 20 giugno - Antonio Maria Bettanini, giurista, storico e presbitero italiano († 1964)
- 20 giugno - Johannes Heinrich Schultz, psichiatra e psicoterapeuta tedesco († 1970)
- 21 giugno - Claude Auchinleck, generale britannico († 1981)
- 21 giugno - Gordon Lowe, tennista britannico († 1972)
- 21 giugno - Giovanni Maimeri, pittore e imprenditore italiano († 1951)
- 21 giugno - John W. Martin, politico statunitense († 1958)
- 21 giugno - Fernando Palazzi, romanziere, lessicografo e critico letterario italiano († 1962)
- 21 giugno - Otto Thomsen, ginnasta e multiplista statunitense († 1926)
- 22 giugno - Giovanni Martinolich, scacchista italiano († 1910)
- 22 giugno - James Rector, velocista statunitense († 1949)
- 23 giugno - Paul Berthier, compositore e organista francese († 1953)
- 23 giugno - Ippolito Luigi De Cristofaro, politico italiano († 1963)
- 23 giugno - Raymond Havemeyer, golfista statunitense († 1925)
- 23 giugno - Chris Jones, pallanuotista britannico († 1937)
- 23 giugno - Werner Krauss, attore tedesco († 1959)
- 23 giugno - Guido Pesenti, avvocato, sindacalista e politico italiano († 1962)
- 23 giugno - Cyclone Taylor, hockeista su ghiaccio canadese († 1979)
- 24 giugno - Ezio Bartalini, politico e giornalista italiano († 1962)
- 24 giugno - Maria Corsini, beata italiana († 1965)
- 24 giugno - Ivan Dreyfus, calciatore svizzero († 1975)
- 24 giugno - Bruno Nardi, filosofo italiano († 1968)
- 24 giugno - Frank Waller, ostacolista e velocista statunitense († 1941)
- 24 giugno - Lillian Worth, attrice statunitense († 1952)
- 25 giugno - John Burn, canottiere britannico († 1958)
- 25 giugno - Gilbert Cannan, scrittore e romanziere britannico († 1955)
- 25 giugno - Daniel-Henri Kahnweiler, mercante d'arte, gallerista e critico d'arte tedesco († 1979)
- 25 giugno - Guilherme Paraense, tiratore a segno brasiliano († 1968)
- 25 giugno - Arvid Rydman, ginnasta finlandese († 1953)
- 25 giugno - Imperatrice Teimei, imperatrice giapponese († 1951)
- 26 giugno - Cesare Gazzani, militare italiano († 1912)
- 26 giugno - Ralph Horner, politico e imprenditore canadese († 1964)
- 26 giugno - Giovanni Lorenzoni, poeta e letterato italiano († 1950)
- 26 giugno - Karel Meijer, pallanuotista olandese († 1967)
- 26 giugno - Francesco Misiano, politico e produttore cinematografico italiano († 1936)
- 26 giugno - Peter Petersen, pedagogista tedesco († 1952)
- 26 giugno - Rona Robinson, chimica e attivista britannica († 1962)
- 27 giugno - Gaston Bachelard, filosofo francese († 1962)
- 27 giugno - Giovanni Magli, generale e politico italiano († 1969)
- 28 giugno - Pietro Belletti, generale italiano († 1950)
- 29 giugno - Pedro Henríquez Ureña, critico letterario, filologo e saggista dominicano († 1946)
- 30 giugno - Eugenio Camplone, imprenditore e politico italiano († 1972)
- 30 giugno - Georges Duhamel, scrittore e medico francese († 1966)
- 30 giugno - Franz Halder, generale tedesco († 1972)
- 30 giugno - Edoardo Scala, militare italiano († 1964)

## Luglio(91)
- 1º luglio - Giovanni Randaccio, militare italiano († 1917)
- 1º luglio - Vincent James Ryan, vescovo statunitense († 1951)
- 2 luglio - Alfred Bosshard, calciatore svizzero († 1953)
- 2 luglio - Alfons Maria Jakob, neurologo tedesco († 1931)
- 3 luglio - Alis Levi, pittrice e scrittrice inglese († 1982)
- 3 luglio - Frank Jefferis, calciatore inglese († 1938)
- 3 luglio - Gilbert Miller, impresario teatrale statunitense († 1969)
- 4 luglio - Silvio Benedetti, commediografo italiano († 1951)
- 4 luglio - Gustaf Bergström, calciatore svedese († 1938)
- 4 luglio - Pauline Carton, attrice francese († 1974)
- 4 luglio - Carlo Leopoldo Conighi, architetto italiano († 1972)
- 4 luglio - Mabel McConnell FitzGerald, irlandese († 1958)
- 4 luglio - Gustaf Malmström, lottatore svedese († 1970)
- 5 luglio - Nino Barbantini, critico d'arte italiano († 1952)
- 5 luglio - Enrico Dante, cardinale, arcivescovo cattolico e teologo italiano († 1967)
- 5 luglio - Luigi Forlano, militare e calciatore italiano († 1916)
- 6 luglio - Willem Marinus Dudok, ingegnere e architetto olandese († 1974)
- 6 luglio - André Dunoyer de Segonzac, pittore, incisore e illustratore francese († 1974)
- 6 luglio - Olaf Pedersen, ginnasta danese († 1972)
- 7 luglio - Leo Castro, pittore italiano († 1970)
- 7 luglio - Lion Feuchtwanger, scrittore e drammaturgo tedesco († 1958)
- 7 luglio - J. Roy Hunt, direttore della fotografia statunitense († 1972)
- 8 luglio - Joannes Henri François, scrittore e attivista olandese († 1948)
- 8 luglio - Giovanni Varda, militare italiano († 1965)
- 9 luglio - Filippo Addis, scrittore e critico letterario italiano († 1974)
- 9 luglio - Michail Markovič Borodin, politico e giornalista sovietico († 1951)
- 9 luglio - Gilda Marchiò, attrice italiana († 1954)
- 10 luglio - Pierre Larquey, attore francese († 1962)
- 11 luglio - Carlo Bassano, avvocato e politico italiano († 1947)
- 11 luglio - Howard Estabrook, sceneggiatore, attore e regista statunitense († 1978)
- 11 luglio - Olga di Hannover, principessa († 1958)
- 12 luglio - Linda Arvidson, attrice cinematografica e sceneggiatrice statunitense († 1949)
- 12 luglio - Albert Defant, meteorologo e oceanografo austriaco († 1974)
- 12 luglio - Louis B. Mayer, produttore cinematografico statunitense († 1957)
- 12 luglio - Amedeo Modigliani, pittore e scultore italiano († 1920)
- 13 luglio - John Francis Dillon, regista e attore statunitense († 1934)
- 13 luglio - Paul Lehmann, paleografo e filologo tedesco († 1964)
- 13 luglio - Carolina di Reuss-Greiz, principessa tedesca († 1905)
- 13 luglio - Attilio Tamaro, storico, diplomatico e giornalista italiano († 1956)
- 14 luglio - Adalberto di Prussia, nobile prussiano († 1948)
- 14 luglio - Emilio Cecchi, critico letterario e critico d'arte italiano († 1966)
- 14 luglio - Shahan Natalie, scrittore, politico e giornalista armeno († 1983)
- 15 luglio - Giulio Cacciandra, cavaliere italiano († 1971)
- 15 luglio - Manopakorn Nititada, politico e avvocato thailandese († 1948)
- 16 luglio - Georgi Bagration-Mukhrani, principe georgiano († 1957)
- 16 luglio - Gabrielle David, pittrice francese († 1959)
- 16 luglio - Deiva De Angelis, pittrice italiana († 1925)
- 16 luglio - Alfred Jansa, generale austriaco († 1963)
- 16 luglio - Nikolaj Konovalov, attore sovietico († 1947)
- 16 luglio - Anna Vyrubova, nobildonna russa († 1964)
- 17 luglio - Scipione Guidi, violinista italiano († 1966)
- 17 luglio - Umberto Malvano, calciatore, arbitro di calcio e dirigente sportivo italiano († 1971)
- 18 luglio - Rocco Cristiano, direttore di banda italiano († 1967)
- 18 luglio - Jan Košek, calciatore boemo († 1927)
- 18 luglio - Achille Salvucci, vescovo cattolico italiano († 1978)
- 18 luglio - Aleksandra L'vovna Tolstaja, attivista russa († 1979)
- 18 luglio - Alberto di Jorio, cardinale e arcivescovo cattolico italiano († 1979)
- 19 luglio - Carlo Edoardo di Sassonia-Coburgo-Gotha, nobile († 1954)
- 19 luglio - Ezio Levi, filologo italiano († 1941)
- 20 luglio - Grace Bolen, pianista e compositrice statunitense († 1974)
- 20 luglio - Aurelio Bossi, scultore italiano († 1948)
- 20 luglio - Bud Osborne, attore e stuntman statunitense († 1964)
- 20 luglio - Alessio Soley, basso italiano († 1947)
- 21 luglio - Louis Abell, canottiere statunitense († 1962)
- 23 luglio - Henry Christophe, arbitro di calcio belga († 1968)
- 23 luglio - José do Patrocínio Dias, vescovo cattolico portoghese († 1965)
- 23 luglio - Emil Jannings, attore tedesco († 1950)
- 23 luglio - Armando Maglioni, militare italiano († 1936)
- 23 luglio - Albert Warner, produttore cinematografico statunitense († 1967)
- 24 luglio - Maria Caserini, attrice italiana († 1969)
- 24 luglio - Friedrich Gerhard, cavaliere tedesco († 1950)
- 24 luglio - Yoshitoshi Tokugawa, generale e aviatore giapponese († 1963)
- 25 luglio - Rafael Arévalo Martínez, scrittore guatemalteco († 1975)
- 25 luglio - Giuseppe Enzo Baglioni, incisore e ingegnere italiano († 1945)
- 25 luglio - Davidson Black, medico e antropologo canadese († 1934)
- 25 luglio - Gino Franzi, cantante italiano († 1958)
- 25 luglio - Ludowika Jakobsson, pattinatrice artistica su ghiaccio tedesca († 1968)
- 25 luglio - Margarita María López de Maturana, religiosa spagnola († 1934)
- 26 luglio - Gáspár Borbás, calciatore ungherese († 1976)
- 26 luglio - Fridolf Lundsten, lottatore finlandese († 1947)
- 26 luglio - Giuseppe Molinero, generale italiano
- 26 luglio - Otto Niemand, ginnasta e multiplista statunitense († 1968)
- 26 luglio - Trygve Pedersen, velista norvegese († 1967)
- 26 luglio - Joseph Sweeney, attore statunitense († 1963)
- 27 luglio - Kathleen Howard, cantante, scrittrice e attrice canadese († 1956)
- 29 luglio - Boris Vladimirovič Asaf'ev, compositore, scrittore e musicologo russo († 1949)
- 29 luglio - Giulio Facibeni, presbitero e antifascista italiano († 1958)
- 30 luglio - Sofija Nalepins'ka-Bojčuk, artista ucraina († 1937)
- 30 luglio - Sandy Turnbull, calciatore scozzese († 1917)
- 31 luglio - Carl Friedrich Goerdeler, politico tedesco († 1945)
- 31 luglio - Lionel Rees, aviatore britannico († 1955)

## Agosto(87)
- 2 agosto - Rómulo Gallegos, politico e scrittore venezuelano († 1969)
- 2 agosto - Giacomo Guidi, archeologo italiano († 1935)
- 2 agosto - Marg Moll, pittrice e scultrice tedesca († 1977)
- 2 agosto - Gino Pedrazzoli, generale italiano († 1973)
- 3 agosto - Rosario Assanti, generale italiano († 1960)
- 3 agosto - Georges Boillot, pilota automobilistico e aviatore francese († 1916)
- 3 agosto - Josias Braun-Blanquet, botanico svizzero († 1980)
- 3 agosto - Constant Feith, calciatore olandese († 1958)
- 3 agosto - Louis Gruenberg, compositore e musicista russo († 1964)
- 3 agosto - Armand Lenoir, ciclista su strada belga († 1967)
- 4 agosto - Béla Balázs, poeta, scrittore e regista ungherese († 1949)
- 4 agosto - Henri Cornet, ciclista su strada francese († 1941)
- 4 agosto - Vladimír Hurban Vladimírov, drammaturgo, scrittore e pastore protestante slovacco († 1950)
- 4 agosto - Sigmund Mowinckel, biblista norvegese († 1965)
- 5 agosto - Modesto Eugenio Carolfi, francescano e esperantista italiano († 1958)
- 5 agosto - Hermannus Höfte, canottiere olandese († 1961)
- 6 agosto - Umberto Puppini, politico italiano († 1946)
- 6 agosto - David Wiman, ginnasta svedese († 1950)
- 7 agosto - Billie Burke, attrice statunitense († 1970)
- 7 agosto - Nikolai Triik, pittore e grafico estone († 1940)
- 8 agosto - John Allan, numismatico britannico († 1955)
- 8 agosto - Donato Leone, avvocato, giornalista e politico italiano († 1962)
- 8 agosto - Sara Teasdale, poetessa statunitense († 1933)
- 9 agosto - Ali Nawaz Khan Talpur, principe indiano († 1935)
- 10 agosto - Giovanni Bertone, imprenditore e carrozziere italiano († 1972)
- 10 agosto - Suse Byk, fotografa tedesca († 1943)
- 10 agosto - Jacques Bürgin, calciatore svizzero († 1917)
- 10 agosto - Robert G. Fowler, aviatore statunitense († 1966)
- 10 agosto - Hugh Herbert, attore statunitense († 1952)
- 10 agosto - Panait Istrati, scrittore romeno († 1935)
- 10 agosto - Natal'ja Lisenko, attrice russa († 1969)
- 11 agosto - Edmond van Daële, attore francese († 1960)
- 11 agosto - Friedrich Reck-Malleczewen, scrittore tedesco († 1945)
- 12 agosto - Arthur Colahan, psichiatra e cantautore irlandese († 1952)
- 12 agosto - Fulco Ruffo di Calabria, nobile, aviatore e politico italiano († 1946)
- 12 agosto - Bruno Villabruna, avvocato e politico italiano († 1971)
- 13 agosto - Armando Mazza, poeta, scrittore e giornalista italiano († 1964)
- 14 agosto - Giuliano Cora, diplomatico italiano († 1968)
- 14 agosto - Anita King, attrice statunitense († 1963)
- 14 agosto - Viggo Larsen, attore, regista e produttore cinematografico danese († 1957)
- 15 agosto - András Littay, generale ungherese († 1967)
- 15 agosto - Mary Nash, attrice statunitense († 1976)
- 16 agosto - Hugo Gernsback, inventore, editore e scrittore lussemburghese († 1967)
- 16 agosto - Gino Meschiari, avvocato e politico italiano († 1947)
- 16 agosto - Evgenij Znosko-Borovskij, scacchista, scrittore e insegnante russo († 1954)
- 17 agosto - Vincenzo Del Giudice, giurista italiana († 1970)
- 18 agosto - Basil Cameron, direttore d'orchestra britannico († 1975)
- 18 agosto - Anita Raffaella Cavalieri, scultrice e poetessa italiana († 1969)
- 19 agosto - Thomas Barbour, erpetologo e naturalista statunitense († 1946)
- 19 agosto - Corrado Corelli, scultore e calciatore italiano († 1968)
- 19 agosto - Rinaldo Mastellari, scultore italiano († 1962)
- 20 agosto - Luigi Bennani, avvocato e politico italiano († 1978)
- 20 agosto - Rudolf Bultmann, teologo tedesco († 1976)
- 20 agosto - Fred Kelsey, attore, regista e sceneggiatore statunitense († 1961)
- 20 agosto - Omeljan Kovč, presbitero ucraino († 1944)
- 20 agosto - Magnus Wegelius, tiratore a segno e ginnasta finlandese († 1936)
- 21 agosto - Chandler Egan, golfista e architetto statunitense († 1936)
- 21 agosto - Guy Hedlund, attore statunitense († 1964)
- 21 agosto - Nini e Carry Hess, fotografa tedesca († 1943)
- 21 agosto - Bohumil Kubišta, pittore e critico d'arte ceco († 1918)
- 21 agosto - Dante Lorenzelli, generale italiano († 1954)
- 21 agosto - Decimo Passani, scultore italiano († 1952)
- 23 agosto - Olaf Syvertsen, ginnasta norvegese († 1964)
- 24 agosto - Pietro Bernotti, militare italiano († 1915)
- 24 agosto - Filippo Caruso, generale e partigiano italiano († 1979)
- 24 agosto - Achille Lauri, storico italiano († 1965)
- 25 agosto - Vincenzo Cecconi, politico italiano († 1951)
- 25 agosto - Luigi Ferrari Trecate, musicista, compositore e organista italiano († 1964)
- 25 agosto - James C. Morton, attore statunitense († 1942)
- 25 agosto - Léon Poirier, regista cinematografico e direttore teatrale francese († 1968)
- 26 agosto - Earl Derr Biggers, scrittore, giornalista e commediografo statunitense († 1933)
- 26 agosto - Antonio Piccinini, politico e sindacalista italiano († 1924)
- 27 agosto - Harry Antrim, attore statunitense († 1967)
- 27 agosto - Vincent Auriol, politico francese († 1966)
- 27 agosto - Alfredo Baldomir, politico e architetto uruguaiano († 1948)
- 27 agosto - Johnnie Mullens, cavaliere e attore statunitense († 1978)
- 27 agosto - Victor Wetterström, giocatore di curling svedese († 1956)
- 28 agosto - Annette Frances Braun, entomologa statunitense († 1978)
- 28 agosto - Peter Fraser, politico neozelandese († 1950)
- 28 agosto - Sergej Karcevskij, linguista russo († 1955)
- 28 agosto - Ludovico Limentani, filosofo italiano († 1940)
- 30 agosto - Igino Canavari, agronomo e geologo italiano
- 30 agosto - Heikki Lehmusto, ginnasta finlandese († 1958)
- 30 agosto - Theodor Svedberg, chimico svedese († 1971)
- 31 agosto - Luigi Almirante, attore e comico italiano († 1963)
- 31 agosto - Erik Brandt, politico svedese († 1955)
- 31 agosto - José Soler Casabón, compositore spagnolo († 1964)

## Settembre(92)
- 1º settembre - Luigi Sibille, generale italiano († 1964)
- 1º settembre - Friedrich von Prittwitz und Gaffron, politico e ambasciatore tedesco († 1955)
- 2 settembre - André Auffray, pistard francese († 1953)
- 2 settembre - Robert Feulgen, medico e chimico tedesco († 1955)
- 2 settembre - Franz Gall, militare tedesco († 1944)
- 2 settembre - Helen Gardner, attrice e produttrice cinematografica statunitense († 1968)
- 2 settembre - Frank Laubach, mistico e missionario statunitense († 1970)
- 3 settembre - Ingvald Eriksen, ginnasta danese († 1961)
- 3 settembre - Ettore Fagiuoli, architetto e scenografo italiano († 1961)
- 3 settembre - Solomon Lefschetz, matematico e ingegnere turco († 1972)
- 4 settembre - Guillermo Naylor, giocatore di polo argentino († 1976)
- 4 settembre - Egidio Storaci, direttore d'orchestra e compositore italiano († 1957)
- 5 settembre - Antonio Mantiero, vescovo cattolico italiano († 1956)
- 6 settembre - Julien Lahaut, sindacalista e politico belga († 1950)
- 6 settembre - Hans Lindman, calciatore svedese († 1957)
- 6 settembre - Arduino Polla, militare italiano († 1955)
- 6 settembre - Emerson Whithorne, compositore e musicologo statunitense († 1958)
- 7 settembre - Sekula Drljević, politico montenegrino († 1945)
- 7 settembre - Robert Moraht, militare tedesco († 1956)
- 8 settembre - Gustavo Bonaventura Castelbolognesi, rabbino italiano († 1947)
- 8 settembre - Dema Harshbarger, imprenditrice statunitense († 1964)
- 8 settembre - Guy Porter, maratoneta statunitense († 1951)
- 8 settembre - Franco Tufari, violinista italiano († 1960)
- 8 settembre - Aleksandr Konstantinovič Voronskij, critico letterario russo († 1937)
- 9 settembre - Orazio Toraldo di Francia, ufficiale e geografo italiano († 1958)
- 9 settembre - Ferdinando d'Orléans, principe francese († 1924)
- 10 settembre - Ildebrando Gamberini, ciclista su strada italiano († 1951)
- 11 settembre - Konstantin Konstantinovič Neupokoev, navigatore russo († 1924)
- 11 settembre - Arno Saarinen, ginnasta finlandese († 1970)
- 12 settembre - Miloslav Jeník, calciatore boemo († 1944)
- 12 settembre - Martin Klein, lottatore estone († 1947)
- 12 settembre - Giorgio Tron, medico italiano († 1963)
- 13 settembre - Giovanni Malesci, pittore e decoratore italiano († 1969)
- 13 settembre - Petros Voulgaris, ammiraglio e politico greco († 1957)
- 14 settembre - Fabijan Abrantovič, presbitero bielorusso († 1946)
- 14 settembre - Ma Hongbin, politico e generale cinese († 1960)
- 15 settembre - Samúel Jónsson, scultore e pittore islandese († 1969)
- 16 settembre - Francis D'Arcy Osborne, nobile e diplomatico britannico († 1964)
- 16 settembre - Staf De Clercq, militare e politico belga († 1942)
- 16 settembre - Philipp Wilhelm Jung, politico tedesco († 1965)
- 16 settembre - Yumeji Takehisa, poeta e pittore giapponese († 1934)
- 17 settembre - Charles Griffes, compositore statunitense († 1920)
- 17 settembre - Mario Labò, architetto e storico dell'architettura italiano († 1961)
- 17 settembre - Franz Wilczek, calciatore austriaco († 1943)
- 18 settembre - Francisco Broch Llop, scultore e linguista spagnolo († 1980)
- 18 settembre - Mlle. Dazie, cantante, attrice e ballerina statunitense († 1952)
- 18 settembre - Margit Slachta, attivista e politica ungherese († 1974)
- 18 settembre - C. Gardner Sullivan, sceneggiatore statunitense († 1965)
- 19 settembre - Giovanni Greppi, architetto italiano († 1960)
- 19 settembre - Daniel Hug, calciatore e allenatore di calcio svizzero († 1918)
- 19 settembre - Luigi Marini, tenore italiano († 1942)
- 19 settembre - Nicolás Perchicot, attore spagnolo († 1969)
- 20 settembre - Maxwell Perkins, editore statunitense († 1947)
- 21 settembre - Ethel Percy Andrus, docente statunitense († 1967)
- 21 settembre - Ralph Leo Hayes, vescovo cattolico statunitense († 1970)
- 21 settembre - Billy Hibbert, calciatore inglese († 1949)
- 21 settembre - Dénes König, matematico ungherese († 1944)
- 21 settembre - Hugh Ray, arbitro di football americano statunitense († 1956)
- 22 settembre - Hachirō Arita, politico e diplomatico giapponese († 1965)
- 22 settembre - Patrick Bowes-Lyon, XV conte di Strathmore e Kinghorne, nobile britannico († 1949)
- 22 settembre - Devereaux Jennings, direttore della fotografia statunitense († 1952)
- 22 settembre - József Rády, schermidore ungherese († 1957)
- 23 settembre - Helmut Röpnack, calciatore tedesco († 1935)
- 23 settembre - Eugene Talmadge, politico statunitense († 1946)
- 24 settembre - Yehuda Ashlag, rabbino polacco († 1954)
- 24 settembre - Agostino Burgarella, ingegnere e politico italiano († 1959)
- 24 settembre - Gustave Garrigou, ciclista su strada francese († 1963)
- 24 settembre - İsmet İnönü, generale e politico turco († 1973)
- 24 settembre - Hugo Schmeisser, inventore tedesco († 1953)
- 25 settembre - Pietro Baratono, prefetto e politico italiano († 1947)
- 25 settembre - Adolph Bolm, ballerino e coreografo statunitense († 1951)
- 25 settembre - Frederick Etchen, tiratore a segno statunitense († 1961)
- 25 settembre - Tanzan Ishibashi, politico e giornalista giapponese († 1973)
- 25 settembre - Victor Janson, attore e regista tedesco († 1960)
- 25 settembre - Abbie Mitchell, soprano statunitense († 1960)
- 25 settembre - Ercole Felice Montani, politico italiano († 1956)
- 26 settembre - Antonio Barluzzi, architetto italiano († 1960)
- 26 settembre - Arnaldo Foschini, architetto italiano († 1968)
- 26 settembre - Forrest Smithson, ostacolista statunitense († 1962)
- 27 settembre - Ugo Bordoni, fisico e dirigente d'azienda italiano († 1952)
- 27 settembre - Gemma Giannini, religiosa italiana († 1971)
- 28 settembre - David Hamilton Jackson, attivista danese († 1946)
- 28 settembre - Thomas Kennedy, maratoneta statunitense († 1937)
- 28 settembre - James Squair, calciatore inglese († 1909)
- 28 settembre - Otto Wünsche, militare tedesco († 1919)
- 29 settembre - Wilhelm Bendow, attore tedesco († 1950)
- 29 settembre - Decio Raggi, militare italiano († 1915)
- 29 settembre - Cristoforo Arduino Terzi, vescovo cattolico italiano († 1971)
- 30 settembre - Bessie Barriscale, attrice statunitense († 1965)
- 30 settembre - Giorgio Mannini, regista e sceneggiatore italiano († 1953)
- 30 settembre - Carl Pedersen, canottiere danese († 1968)
- 30 settembre - Adeodato Piazza, cardinale e patriarca cattolico italiano († 1957)

## Ottobre(78)
- 1º ottobre - David Katz, psicologo tedesco († 1953)
- 1º ottobre - Romana Rompato, poetessa italiana († 1955)
- 2 ottobre - Gervasio Bitossi, generale italiano († 1951)
- 2 ottobre - Tempe Pigott, attrice inglese († 1962)
- 3 ottobre - Lissy Lind, attrice tedesca († 1936)
- 3 ottobre - Gordon Wright, calciatore inglese († 1947)
- 4 ottobre - Vittorio Cadel, pittore, poeta e scrittore italiano († 1917)
- 4 ottobre - Félix Gouin, politico francese († 1977)
- 4 ottobre - Halvard Hoff, attore e cantante norvegese († 1925)
- 4 ottobre - Owen Moran, pugile inglese († 1949)
- 4 ottobre - Cyril Wilkinson, hockeista su prato britannico († 1970)
- 5 ottobre - Denis Amiel, drammaturgo, scrittore e critico teatrale francese († 1977)
- 5 ottobre - Glyn Philpot, pittore britannico († 1937)
- 5 ottobre - Harry Warnken, ginnasta e multiplista statunitense († 1951)
- 6 ottobre - Lloyd Spooner, tiratore a segno statunitense († 1966)
- 6 ottobre - Felix Weltsch, scrittore ceco († 1964)
- 7 ottobre - Józef Unrug, ammiraglio polacco († 1973)
- 8 ottobre - Fredric Landelius, tiratore a segno e tiratore a volo svedese († 1931)
- 8 ottobre - Walter von Reichenau, generale tedesco († 1942)
- 9 ottobre - Helene Deutsch, psicoanalista austriaca († 1982)
- 9 ottobre - Pio Vanzi, regista, sceneggiatore e giornalista italiano († 1957)
- 10 ottobre - Ferdinand Bordewijk, avvocato e scrittore olandese († 1965)
- 10 ottobre - Tomás Morales Castellano, poeta spagnolo († 1921)
- 10 ottobre - Enrico Paolo Salem, banchiere e politico italiano († 1948)
- 10 ottobre - Paul Vasseur, pallanuotista e nuotatore francese († 1971)
- 10 ottobre - Ida Wüst, attrice tedesca († 1958)
- 11 ottobre - Friedrich Bergius, chimico tedesco († 1949)
- 11 ottobre - Eleanor Roosevelt, attivista e first lady statunitense († 1962)
- 11 ottobre - Sig Ruman, attore tedesco († 1967)
- 12 ottobre - Louis Alibert, linguista francese († 1959)
- 12 ottobre - Edna Luby, imitatrice e attrice statunitense († 1928)
- 12 ottobre - Jock Rutherford, calciatore inglese († 1963)
- 12 ottobre - Godfrey Tearle, attore statunitense († 1953)
- 13 ottobre - Terenzio Grandi, letterato, pubblicista e tipografo italiano († 1981)
- 14 ottobre - Jimmy Conlin, attore statunitense († 1962)
- 14 ottobre - Giovanni Desperati, chimico e falsario italiano († 1957)
- 15 ottobre - Stefano Perrier, politico italiano († 1956)
- 15 ottobre - Giovanni Rabizzani, scrittore, poeta e traduttore italiano († 1918)
- 15 ottobre - Étienne Oehmichen, ingegnere francese († 1955)
- 16 ottobre - Rembrandt Bugatti, scultore italiano († 1916)
- 16 ottobre - Alfonso Cigala Fulgosi, generale italiano († 1943)
- 16 ottobre - Cesare Colizza, militare italiano († 1914)
- 16 ottobre - Emilio Colombo, giornalista, calciatore e arbitro di calcio italiano († 1947)
- 16 ottobre - Zinovij Alekseevič Peškov, generale e diplomatico francese († 1966)
- 16 ottobre - Marija Aleksandrovna Spiridonova, rivoluzionaria russa († 1941)
- 17 ottobre - Emiliano Cagnoni, vescovo cattolico italiano († 1969)
- 17 ottobre - Giuseppe Pietro Gagnor, vescovo cattolico italiano († 1964)
- 18 ottobre - Hugo Goetz, nuotatore statunitense († 1972)
- 18 ottobre - Engelbert König, allenatore di calcio e calciatore austriaco († 1951)
- 18 ottobre - Georg Selenius, ginnasta norvegese († 1924)
- 18 ottobre - Emanuel Shinwell, politico britannico († 1986)
- 19 ottobre - Giovanni Minozzi, presbitero italiano († 1959)
- 20 ottobre - Jim Beckett, pallanuotista irlandese († 1971)
- 20 ottobre - Thomas Hardie Chalmers, baritono, attore e regista statunitense († 1966)
- 20 ottobre - Antonio Toselli, politico e ingegnere italiano († 1954)
- 21 ottobre - Janet Beecher, attrice statunitense († 1955)
- 21 ottobre - Max Mack, regista, sceneggiatore e attore tedesco († 1973)
- 21 ottobre - Claire Waldoff, cantante e cabarettista tedesca († 1957)
- 22 ottobre - Frank Schell, canottiere statunitense († 1959)
- 23 ottobre - Gustav Hensel, calciatore tedesco († 1933)
- 23 ottobre - Ludwig Hopf, fisico tedesco († 1939)
- 23 ottobre - Paola Riccora, commediografa italiana († 1976)
- 23 ottobre - Al Zirkel, lottatore statunitense († 1945)
- 25 ottobre - Maria Czaplicka, antropologa polacca († 1921)
- 25 ottobre - Motonori Matuyama, geofisico giapponese († 1958)
- 26 ottobre - Bill Hogenson, velocista statunitense († 1965)
- 26 ottobre - Sidney Webber Northcote, regista britannico († 1952)
- 27 ottobre - Anna Krauss, antifascista tedesca († 1943)
- 27 ottobre - Jane Murfin, sceneggiatrice e commediografa statunitense († 1955)
- 27 ottobre - Paolo Signorini, dirigente d'azienda italiano († 1966)
- 27 ottobre - Shirō Takasu, ammiraglio giapponese († 1944)
- 29 ottobre - Corrado Govoni, poeta italiano († 1965)
- 29 ottobre - Pasquale Lagravinese, avvocato e politico italiano († 1963)
- 29 ottobre - Winifred Ward, scrittrice e docente statunitense († 1975)
- 30 ottobre - Søren Peter Christensen, ginnasta danese († 1927)
- 30 ottobre - Rudolf Forster, attore austro-ungarico († 1968)
- 30 ottobre - Giuseppe Augusto Mariani, militare italiano († 1959)
- 31 ottobre - Alessandro Ajmone Marsan, dirigente sportivo, imprenditore e calciatore italiano († 1941)

## Novembre(74)
- 1º novembre - Annibale Bergonzoli, generale italiano († 1973)
- 1º novembre - Federico Del Cupolo, direttore d'orchestra italiano († 1974)
- 1º novembre - Karl Ehn, architetto austriaco († 1959)
- 2 novembre - John Hyacinth Power, erpetologo e botanico irlandese († 1964)
- 2 novembre - Sigurd Savonius, ingegnere finlandese († 1931)
- 2 novembre - Thomas Anthony Welch, vescovo cattolico statunitense († 1959)
- 3 novembre - Carlo Asinari, cavaliere italiano († 1953)
- 3 novembre - Calvin Bricker, lunghista e triplista canadese († 1963)
- 3 novembre - Fabio Friggeri, imprenditore italiano († 1951)
- 3 novembre - Luis Gonzaga Llanza y Bobadilla, nobile e politico spagnolo († 1970)
- 3 novembre - Arthur Rosenkampff, ginnasta e multiplista statunitense († 1952)
- 4 novembre - Edmund Bury, tennista britannico († 1915)
- 4 novembre - Amilcare De Ambris, sindacalista e politico italiano († 1951)
- 4 novembre - Claes Johanson, lottatore svedese († 1949)
- 4 novembre - Elena Karađorđević, principessa serba († 1962)
- 4 novembre - George Underwood, mezzofondista statunitense († 1943)
- 5 novembre - James Elroy Flecker, poeta, romanziere e drammaturgo inglese († 1915)
- 5 novembre - Luigi Martinelli, arcivescovo cattolico italiano († 1946)
- 5 novembre - Vladimir Pavlovič Miljutin, politico sovietico († 1937)
- 5 novembre - Giovanni Zannacchini, pittore italiano († 1939)
- 7 novembre - Maurizio Ramassotto, aviatore e pilota automobilistico italiano († 1951)
- 8 novembre - Paolo Maroni, ammiraglio italiano († 1950)
- 8 novembre - Etelvoldo Pascolini, generale italiano († 1956)
- 8 novembre - Hermann Rorschach, psichiatra svizzero († 1922)
- 9 novembre - Adriano Bernareggi, arcivescovo cattolico italiano († 1953)
- 9 novembre - Noel Godfrey Chavasse, militare e medico britannico († 1917)
- 9 novembre - Raffaele De Giuli, vescovo cattolico italiano († 1963)
- 10 novembre - Frank Devlin, maratoneta statunitense († 1938)
- 10 novembre - Zofia Nałkowska, scrittrice, drammaturga e saggista polacca († 1954)
- 10 novembre - Wiltrude di Baviera, principessa tedesca († 1975)
- 11 novembre - Filippo Bernardini, arcivescovo cattolico italiano († 1954)
- 11 novembre - Gerardo Dottori, pittore italiano († 1977)
- 11 novembre - Ernst Kovács, pallanuotista austriaco
- 12 novembre - René Grandjean, aviatore e imprenditore svizzero († 1963)
- 12 novembre - John Graudenz, giornalista tedesco († 1942)
- 12 novembre - Annie Jennings, supercentenaria britannica († 1999)
- 13 novembre - Vincenzo Buronzo, letterato e politico italiano († 1976)
- 13 novembre - Michele Federico, pittore italiano († 1966)
- 14 novembre - Cesare Maria De Vecchi, generale, politico e diplomatico italiano († 1959)
- 14 novembre - Angelo Rescalli, presbitero e pittore italiano († 1956)
- 16 novembre - Elvira Casazza, mezzosoprano italiano († 1965)
- 16 novembre - Giuseppe Fiocco, storico dell'arte e critico d'arte italiano († 1971)
- 18 novembre - John Dellert, ginnasta e multiplista statunitense († 1985)
- 18 novembre - Emma Strada, ingegnera italiana († 1970)
- 19 novembre - Norman Allin, basso e insegnante britannico († 1973)
- 19 novembre - Gaston Cyprès, calciatore francese († 1925)
- 19 novembre - Elinor Kershaw, attrice statunitense († 1971)
- 19 novembre - Franz Mattenklott, militare tedesco († 1954)
- 20 novembre - Fabio Filzi, patriota italiano († 1916)
- 21 novembre - Bob Burns, attore statunitense († 1957)
- 21 novembre - Carlo Calcaterra, critico letterario italiano († 1952)
- 21 novembre - Louis Coolsaet, ciclista su strada francese († 1941)
- 22 novembre - Alexandru Rusu, vescovo cattolico rumeno († 1963)
- 22 novembre - Franco Scarioni, calciatore, arbitro di calcio e dirigente sportivo italiano († 1918)
- 22 novembre - Fred Spiller, pugile britannico († 1953)
- 23 novembre - Guy Bolton, librettista e scrittore inglese († 1979)
- 23 novembre - Walther Kranz, filologo classico e storico della filosofia tedesco († 1960)
- 23 novembre - Giuseppe Polvara, presbitero, architetto e pittore italiano († 1950)
- 24 novembre - Itzhak Ben-Zvi, politico ucraino († 1963)
- 24 novembre - Frank Foley, militare britannico († 1958)
- 24 novembre - Michel de Klerk, architetto olandese († 1923)
- 25 novembre - Alexander Cadogan, politico britannico († 1968)
- 25 novembre - Giuseppe Tagliamonte, militare italiano († 1915)
- 26 novembre - Kurt Behrens, tuffatore tedesco († 1928)
- 27 novembre - Luigi Sorrento, filologo, linguista e critico letterario italiano († 1953)
- 27 novembre - Vasile Voiculescu, poeta, scrittore e drammaturgo rumeno († 1963)
- 28 novembre - James Leslie Kincaid, generale, politico e avvocato statunitense († 1973)
- 28 novembre - Maximilienne, attrice francese († 1978)
- 28 novembre - Ferenc Molnár, calciatore e allenatore di calcio ungherese († 1959)
- 29 novembre - Claudius Colas, esperantista francese († 1914)
- 29 novembre - Max Reichmann, regista tedesco († 1958)
- 30 novembre - Giovanni Barrella, attore, commediografo e poeta italiano († 1967)
- 30 novembre - Robert Sears, schermidore statunitense († 1979)
- 30 novembre - Ture Rangström, compositore, critico musicale e direttore d'orchestra svedese († 1947)

## Dicembre(104)
- 1º dicembre - Francesco Cecioni, matematico italiano († 1968)
- 1º dicembre - Henry Noel Marryat Hardy, militare inglese († 1968)
- 1º dicembre - T. Hayes Hunter, regista e sceneggiatore statunitense († 1944)
- 1º dicembre - Frances Margaret Irby, nobildonna inglese († 1950)
- 1º dicembre - Armand Massard, schermidore francese († 1971)
- 1º dicembre - Karl Schmidt-Rottluff, pittore tedesco († 1976)
- 2 dicembre - Ruth Draper, attrice, drammaturga e italianista statunitense († 1956)
- 2 dicembre - Joseph Farnham, sceneggiatore e montatore statunitense († 1931)
- 2 dicembre - Rudolf Friml, compositore ceco († 1972)
- 2 dicembre - Jean Lacroix, schermidore francese († 1971)
- 2 dicembre - Paul Lizandier, mezzofondista francese († 1937)
- 2 dicembre - Jean Paulhan, scrittore, editore e critico letterario francese († 1968)
- 2 dicembre - Johannes Popitz, politico tedesco († 1945)
- 3 dicembre - Maurice Guichard, calciatore francese († 1915)
- 3 dicembre - Rajendra Prasad, politico indiano († 1963)
- 3 dicembre - Walther Stampfli, politico svizzero († 1965)
- 4 dicembre - Harvey Cohn, mezzofondista e siepista statunitense († 1965)
- 4 dicembre - Cesarino Franco, compositore e flautista italiano († 1959)
- 4 dicembre - Giulia Recli, compositrice e saggista italiana († 1970)
- 4 dicembre - Dewi Sartika, educatrice indonesiana († 1947)
- 5 dicembre - Renato Serra, critico letterario e scrittore italiano († 1915)
- 5 dicembre - Fritz Arno Wagner, direttore della fotografia tedesco († 1958)
- 7 dicembre - Enrico Fossa Mancini, geologo italiano († 1950)
- 7 dicembre - Petru Groza, politico rumeno († 1958)
- 7 dicembre - Félix Julien, calciatore francese († 1915)
- 7 dicembre - Igino Sderci, liutaio italiano († 1983)
- 8 dicembre - Vittorio D'Alessi, vescovo cattolico italiano († 1949)
- 8 dicembre - Luciano Granzotto Basso, politico italiano († 1967)
- 8 dicembre - Iosif Iacobici, generale rumeno († 1952)
- 8 dicembre - Carl Kempe, tennista svedese († 1967)
- 8 dicembre - Ricardo Margarit, canottiere spagnolo († 1974)
- 8 dicembre - Ester Pastorello, bibliotecaria italiana († 1971)
- 8 dicembre - Orazio Pierozzi, ufficiale e aviatore italiano († 1919)
- 9 dicembre - Gian Dàuli, scrittore, traduttore e editore italiano († 1945)
- 10 dicembre - Albert Steffen, scrittore, poeta e drammaturgo svizzero († 1963)
- 11 dicembre - Wilhelm Brückner, militare tedesco († 1954)
- 11 dicembre - Donatello Gabbrielli, scultore italiano († 1955)
- 11 dicembre - Piet Ooms, nuotatore e pallanuotista olandese († 1961)
- 12 dicembre - Ernesto De Fiori, scultore, pittore e architetto italiano († 1945)
- 12 dicembre - Mario Ugo Gordesco, militare e aviatore italiano († 1920)
- 12 dicembre - John Heijning, calciatore olandese († 1947)
- 12 dicembre - Max Laich, calciatore svizzero
- 12 dicembre - Zinaida Serebrjakova, pittrice russa († 1967)
- 13 dicembre - John B. O'Brien, attore e regista statunitense († 1936)
- 13 dicembre - Otto Olsen, tiratore a segno norvegese († 1953)
- 13 dicembre - Charles Stansfield, calciatore austriaco († 1941)
- 14 dicembre - Mykola Čarnec'kyj, vescovo cattolico ucraino († 1959)
- 14 dicembre - Gian Maria Cominetti, regista e sceneggiatore italiano († 1961)
- 14 dicembre - Jane Cowl, attrice, commediografa e sceneggiatrice statunitense († 1950)
- 14 dicembre - Lewis Hackett, igienista statunitense († 1962)
- 14 dicembre - Erich Ponto, attore e regista tedesco († 1957)
- 14 dicembre - Regina Ullmann, poetessa e scrittrice svizzera († 1961)
- 15 dicembre - Louis Mesnier, calciatore francese († 1921)
- 15 dicembre - Karl Wilhelm Rosenmund, chimico tedesco († 1965)
- 15 dicembre - Ludwig Fréderic Teichfuss, progettista italiano († 1966)
- 15 dicembre - Eugeniusz Zak, pittore polacco († 1926)
- 16 dicembre - Henri Bellocq, calciatore francese († 1959)
- 16 dicembre - Axel Matias Haglund, canottiere finlandese († 1948)
- 16 dicembre - J.M. Kerrigan, attore irlandese († 1964)
- 17 dicembre - Henri Holgard, calciatore francese († 1927)
- 17 dicembre - Stanislaus Joyce, scrittore e docente irlandese († 1955)
- 17 dicembre - Abrahão Saliture, pallanuotista e canottiere brasiliano († 1967)
- 18 dicembre - Gian Giacomo Castagna, generale italiano
- 18 dicembre - Nils Regnell, nuotatore svedese († 1950)
- 18 dicembre - Gladys Sylvani, attrice inglese († 1953)
- 18 dicembre - Battista Vielmi, calciatore italiano († 1951)
- 19 dicembre - Gaston Aumoitte, giocatore di croquet francese († 1957)
- 19 dicembre - Lee Pierce Butler, docente statunitense († 1953)
- 19 dicembre - Fernando Liuzzi, compositore e musicologo italiano († 1940)
- 19 dicembre - Antonín Zápotocký, politico cecoslovacco († 1957)
- 20 dicembre - Luigi Angelini, ingegnere e storico dell'architettura italiano († 1969)
- 20 dicembre - Ivo Fairbairn-Crawford, mezzofondista e militare britannico († 1959)
- 20 dicembre - Mario Augusto Martini, politico e diplomatico italiano († 1961)
- 21 dicembre - Mimì Aguglia, attrice italiana († 1970)
- 21 dicembre - Camillo Ugi, calciatore tedesco († 1970)
- 22 dicembre - Albin Grau, artista, architetto e esoterista tedesco († 1971)
- 22 dicembre - Corradino Luciani, sindacalista italiano († 1909)
- 22 dicembre - Rosario Pasqualino Vassallo, politico e avvocato italiano († 1956)
- 22 dicembre - Umberto Ravetta, vescovo cattolico e direttore di coro italiano († 1965)
- 23 dicembre - Domenico Moscati, politico italiano († 1953)
- 23 dicembre - Ernest Payne, pistard britannico († 1961)
- 23 dicembre - Heinrich Schneidereit, sollevatore e tiratore di fune tedesco († 1915)
- 24 dicembre - Antoni Cierplikowski, parrucchiere polacco († 1976)
- 24 dicembre - Eulalie Jensen, attrice statunitense († 1952)
- 24 dicembre - Raffaele Montagna, magistrato italiano († 1948)
- 24 dicembre - Otto Reiser, calciatore tedesco († 1957)
- 25 dicembre - Sam Berger, pugile statunitense († 1925)
- 25 dicembre - Giuseppe Lavia, politico italiano († 1955)
- 25 dicembre - Evelyn Nesbit, modella, ballerina e attrice statunitense († 1967)
- 27 dicembre - William McKie, lottatore britannico († 1956)
- 28 dicembre - Karel Anděl, astronomo ceco († 1947)
- 28 dicembre - Joseph Pholien, politico belga († 1968)
- 29 dicembre - Maurice Tillette, calciatore francese († 1973)
- 30 dicembre - Arthur Edmund Carewe, attore statunitense († 1937)
- 30 dicembre - Ernesto Cortissoz, imprenditore colombiano († 1924)
- 30 dicembre - Marcel Fleury, vescovo cattolico francese († 1949)
- 30 dicembre - Eugen Ingebretsen, ginnasta norvegese († 1939)
- 30 dicembre - Olle Lanner, ginnasta svedese († 1926)
- 30 dicembre - Hideki Tōjō, generale e politico giapponese († 1948)
- 31 dicembre - Charles Renaux, calciatore francese († 1971)
- 31 dicembre - Charles Stevens, lottatore statunitense († 1942)
- 31 dicembre - Pietro Tagliapietra, arcivescovo cattolico italiano († 1948)
- 31 dicembre - Adolf Lukas Vischer, medico svizzero († 1974)
- 31 dicembre - Maria Bianca Viviani della Robbia, scrittrice, imprenditrice e filantropa italiana († 1971)

## Senza giorno specificato(78)
- Manuel Abril, scrittore, giornalista e poeta spagnolo († 1943)
- Karl Arbenz, calciatore svizzero
- Umberto Bargellini, pittore italiano († 1956)
- Stefano Benech, pittore e dirigente sportivo italiano († 1978)
- Bhupal Singh, principe indiano († 1955)
- Giuseppe Boni, architetto italiano († 1936)
- Harry Buck, calciatore inglese († 1964)
- Dino Chini, pittore e decoratore italiano († 1960)
- John Maurice Clark, economista statunitense († 1963)
- William Mansfield Clark, chimico statunitense († 1964)
- Angelo Colagrande, avvocato e politico italiano († 1965)
- Bernard Day, ingegnere e esploratore britannico († 1934)
- Giorgio De Vincenzi, pittore e disegnatore italiano († 1965)
- Harry Dickason, marinaio e esploratore britannico († 1943)
- Hugh Edmonds, calciatore scozzese
- Konrad Ehrbar, calciatore svizzero († 1971)
- Potapij Emel'janov, presbitero e religioso russo († 1936)
- David Enskog, fisico svedese († 1947)
- Juan Estefanía, imprenditore spagnolo († 1943)
- Grigorij Eremeevič Evdokimov, rivoluzionario e politico russo († 1936)
- Giovanni Farina, imprenditore italiano († 1957)
- Léon Felipe, poeta spagnolo († 1968)
- William D. Foster, produttore cinematografico e regista statunitense († 1940)
- Enrico Francisci, generale italiano († 1943)
- Luisa Garibaldi, mezzosoprano italiano († 1917)
- Sergej Mitrofanovič Gorodeckij, poeta russo († 1967)
- Bertie Harris, maratoneta sudafricano
- Ahmet Haşim, poeta turco († 1933)
- He Zhen, anarchica e scrittrice cinese († 1920)
- Joseph Hers, botanico belga († 1965)
- David Hesser, pallanuotista e nuotatore statunitense († 1908)
- Ludwik Hirszfeld, biologo polacco († 1954)
- John Hutchinson, botanico britannico († 1972)
- Huzayma bint Nasser, principessa araba († 1935)
- André Le Troquer, politico francese († 1963)
- Wilhelm Lemke, ginnasta e multiplista tedesco
- Henri Lignon, ciclista su strada francese († 1935)
- Hughie Mack, attore e sceneggiatore statunitense († 1927)
- Silvio Marengo, calciatore, arbitro di calcio e allenatore di calcio italiano
- Manlio Martinelli, pittore italiano († 1974)
- Harold Mattingly, storico e numismatico britannico († 1964)
- Fabio Mauroner, scrittore e incisore italiano († 1948)
- Ludwig Meidner, pittore tedesco († 1966)
- Lilla Menichelli Pescatori, attrice italiana († 1974)
- Alf Miles, allenatore di calcio e calciatore inglese († 1927)
- Armando Minguzzi, scultore e intagliatore italiano († 1940)
- Musbah bint Nasser, principessa araba († 1961)
- Louise Olivereau, attivista, pacifista e anarchica statunitense († 1963)
- Piero Pasquetto, tenore italiano († 1926)
- Luigi Piazza, baritono italiano († 1967)
- Alfred Piccaver, tenore britannico († 1958)
- Giulio Pierangeli, avvocato e politico italiano († 1952)
- Georges Pitoëff, attore e regista teatrale francese († 1939)
- Maria Plozner Mentil, italiana († 1916)
- Giovanni Querzoli, politico italiano († 1961)
- Jean Ray, giurista, filosofo e sociologo francese († 1943)
- Emilio Roncarolo, direttore della fotografia e regista italiano († 1954)
- Rosa Rosà, scrittrice, disegnatrice e fotografa austriaca († 1978)
- Benedetto Rubino, scrittore, letterato e antropologo italiano († 1958)
- Rickard Sandler, politico svedese († 1964)
- Alwyn Faber Scholfield, grecista, traduttore e bibliotecario britannico († 1969)
- Imre Schoffer, allenatore di calcio ungherese († 1938)
- Lee Shumway, attore statunitense († 1959)
- Paolo Telesforo, politico italiano († 1978)
- Agapios Tomboulis, musicista e cantante greco († 1967)
- Giulio Cesare Trabacchi, fisico italiano († 1959)
- Konstantinos Tsaldaris, politico greco († 1970)
- Raffaele Uccella, scultore italiano († 1920)
- Valíyu'lláh Varqá, persiano († 1955)
- Ghino Venturi, architetto e urbanista italiano († 1970)
- Amleto Vespa, agente segreto, guerrigliero e giornalista italiano († 1941)
- William Gillan Waddell, papirologo scozzese († 1945)
- Marmaduke Wetherell, attore, sceneggiatore e regista britannico († 1939)
- Hilda Wynne, infermiera inglese († 1923)
- Giovanni Zannini, regista e attore italiano († 1951)
- Saleh al-Ali, rivoluzionario siriano († 1950)
- Yusuf al-'Azma, militare arabo († 1920)
- Augusto dos Anjos, poeta brasiliano († 1914)